# DREAMS (ROMANTIC MODEの曲)
「DREAMS」（ドリームス）は、ROmantic Modeのデビューシングル。1996年5月22日にスターチャイルドから発売された。

## 音楽性
表題曲である「DREAMS」は、テレビ朝日系アニメ『機動新世紀ガンダムX』オープニングテーマとして起用され、作詞と作曲の名義は「RO-M」となっているが、2010年に発売されたコンピレーション・アルバム『姉うた -80〜90's GIRL POP NON-STOP COVER-』に収録された麻倉あきらによるセルフカヴァーヴァージョンのクレジットでは、作詞がジョー・リノイエと下村依子、作曲がジョー・リノイエと表記されている。

## 収録曲
| 全作曲: ジョー・リノイエ、全編曲: RO-M。 |                                             |                                      |                             |      |
| #                                        | タイトル                                    | 作詞                                 | 作曲・編曲                  | 時間 |
| 1.                                       | 「DREAMS」                                  | ジョー・リノイエ 下村依子 [ 注釈 1 ] | ジョー・リノイエ [ 注釈 1 ] | 5:01 |
| 2.                                       | 「Don't Stop Loving You」                   | ジョー・リノイエ                     | ジョー・リノイエ [ 注釈 1 ] | 5:30 |
| 3.                                       | 「DREAMS」(Original Karaoke)                |                                      | ジョー・リノイエ [ 注釈 1 ] | 5:02 |
| 4.                                       | 「Don't Stop Loving You」(Original Karaoke) |                                      | ジョー・リノイエ [ 注釈 1 ] | 5:08 |
| 合計時間:                                | 合計時間:                                   | 合計時間:                            | 20:41                       |      |

## カバー
| アーティスト | 収録作品                             | 発売日        | 備考                                                                               |
| DREAMS       | DREAMS                               | DREAMS        | DREAMS                                                                             |
| ------------ | ------------------------------------ | ------------- | ---------------------------------------------------------------------------------- |
| 奥井雅美     | 『ガンダムトリビュート from Lantis』 | 2009年12月9日 | 『ガンダムシリーズ』主題歌をカバーした楽曲が収録されているトリビュート・アルバム。 |
| HIMEKA       | 『ラブ アニソン 〜歌ってみた〜』     | 2010年3月3日  |                                                                                    |
| m.o.v.e      | 『anim.o.v.e 02』                    | 2010年8月25日 |                                                                                    |
| 玉置成実     | 『NT GUNDAM COVER』                  | 2014年6月25日 | 玉置が『ガンダムシリーズ』主題歌をカバーした楽曲が収録されているアルバム。         |
| 森口博子     | 『GUNDAM SONG COVERS 2』             | 2020年9月16日 | 森口が『ガンダムシリーズ』主題歌をカバーした楽曲が収録されているアルバム。         |